# Carl Lebrecht Noething
Carl Lebrecht Noething (* 1717 in Tangermünde; † August 1797 in Stettin) war ein preußischer Kriegs- und Domänenrat.

## Leben
Carl Lebrecht war der Sohn eines Domänenbeamten in Tangermünde. Er studierte seit 1733 für drei Jahre in Halle Jurisprudenz. Nach dem Studium trat er 1739 als Auditeur in die Preußische Armee ein und diente 11 Jahre im Infanterieregiment „Alt-Schwerin“ (Nr. 24). 1750 wurde er Kriegs- und Domänenrat in Magdeburg und wechselte nach fünf Jahren in gleicher Funktion nach Stettin. 1787 wurde ihm nach 47 Dienstjahren der Abschied mit 300 Talern jährlicher Pension gewährt.
Noething soll ein ausgezeichneter Ökonom gewesen sein, blieb aber dennoch stets mit der Kameralistik befasst.
Seine Tochter war mit dem Präsidenten der Pommerschen Kriegs- und Domänenkammer Johann Friedrich von Schütz (1740–1798) vermählt.